# Dicranota (Rhaphidolabis) forceps
Dicranota (Rhaphidolabis) forceps is een tweevleugelige uit de familie Pediciidae. De soort komt voor in het Nearctisch gebied.